# 강남동 (강릉시)
강남동(江南洞)은 대한민국 강원특별자치도 강릉시의 행정동이다.

## 개요
강남동은 강릉 남대천을 기준으로 남쪽에 위치하고 있으며, 도시ㆍ농촌의 복합형 동으로서 8개의 법정동(노암,유산,장현,담산,박월,신석,운산,월호평)을 관할하고 있다. 남산교 준공, 단오타운 준공, 축구공원조성 등으로 강릉 남부지방의 최적의 거주지를 지향하고 있다. 강남동은 강릉의 자랑인 중요무형문화재 제13호 강릉단오제 행사가 열리는 곳이기도 하다.

## 법정동
- 노암동(魯岩洞)
- 장현동(長峴洞)
- 운산동(雲山洞)
- 유산동(幼山洞)
- 월호평동(月呼坪洞)
- 담산동(淡山洞)
- 박월동(博月洞)
- 신석동(申石洞)

## 교육
- 노암초등학교 (노암동)
- 모산초등학교 (장현동)
- 운산초등학교 (운산동)
- 경포중학교 (노암동)
- 한국폴리텍Ⅲ대학 강릉캠퍼스

## 관광
- 오성정
- 조수환 가옥 (지방유형문화재)
- 최대석 가옥 (지방유형문화재)
- 김종래 가옥 (문화재자료)
- 김윤기 가옥 (문화재자료)
- 최근배 가옥 (문화재자료)

## 아파트
| 단지명          | 건설사     | 주소                      | 입주        | 비고 |
| --------------- | ---------- | ------------------------- | ----------- | ---- |
| 노암 남산현대   | 현대건설   | 남부로125번길 11 (노암동) | 1998년 11월 |      |
| 노암한라 3차    | 한라건설㈜ | 남부로125번길 7 (노암동)  | 2000년 4월  |      |
| 노암신화        | ㈜신화건설 | 강변로 270 (노암동)       | 1998년 3월  |      |
| 노암 양우내안애 | 양우건설   | 강변로 328-8 (노암동)     | 2009년 9월  |      |